# ヤマハ・FZ400
ヤマハ・FZ400（エフゼットよんひゃく）とは、1997年にヤマハ発動機が発売開始した、排気量400ccのオートバイ。車体種別はネイキッド。

## 概要
1997年、ヤマハ発動機が新しいミッドクラススポーツとして発売。車体自体はヨーロッパで発売されていたFZS600と基本的に共通のものである。FZ400Rのスタイルをベースとしているが部品などでの共通性はない。
同社から発売されていたFZ750やFZ250とは名前が似ているが全くの別車である。型式番号4YR。
カラーリングはシルバー・レッド・ブラック、翌年デイトナカラーが加わり4種類となる。最大の特徴は、パイプハンドル（アップハンドル）のネイキッドバイクでありながらハーフカウルが標準装備されていること。多くの400cc超のネイキッドにカウルが装備されているが、それらの多くはビキニカウルである。当時、ハーフとはいえボディマウントのカウルを装備し、しかも2灯ヘッドライトを有するFZはレーサーレプリカと共通する印象を持っていた。しかし、そのデザインが一般受けせずわずか2年でカタログ落ちとなる。
FZが2年でカタログ落ちとなってしまったのは、一般受けしないデザインの他に免許制度の改正も関係している。1996年の免許制度改正により、それまでの限定解除審査が大型自動二輪車免許となり、自動車教習所での取得が可能となった。以前より簡単に大型に乗れるようになったうえ、車検もあり、非力な400はもはや注目されなくなってしまった。そしてFZはデザイン・タイミングなど複数の要因でカタログ落ちの運命を辿ることとなる。
FZは欧州ベストセラーの血統の通り、実用・峠・ツーリング・街乗りと高い水準での万能な能力を持つ。しかし、それが中途半端であると思われることも多く不人気の要因の一つでもあった。なお、リコールが発表された。

## 特徴
FZはヤマハの水冷4気筒につけられる名前として定着しているが、FZ400RとFZ400以外の車種では、シリンダーブロックを45度に前傾させたジェネシス(GENESIS)エンジンを採用している。